# Kabupaten Konawe Utara
Kabupaten Konawe Utara (engelska: North Konawe Regency) är ett kabupaten i Indonesien.   Det ligger i provinsen Sulawesi Tenggara, i den centrala delen av landet, 1 700 km öster om huvudstaden Jakarta. Antalet invånare är 51 533.